# Marek Hamšík
Marek Hamšík (* 27. Juli 1987 in Banská Bystrica) ist ein ehemaliger slowakischer Fußballspieler. Der Mittelfeldspieler ist Rekordspieler, -torschütze und langjähriger Mannschaftskapitän der slowakischen Nationalmannschaft. Er spielte zwölf Jahre bei der SSC Neapel und ist auch dort Rekordspieler.

## Karriere

### Verein
Marek Hamšík begann bei Jupie Podlavice mit dem Fußballspielen, später spielte er für den ŠK Slovan Bratislava. Nach fünf Spielen für die erste Mannschaft in der zweiten slowakischen Liga wurde der damals 17-Jährige vom italienischen Serie-A-Klub Brescia Calcio verpflichtet. Am 20. März 2005, im Alter von 17 Jahren und 237 Tagen, spielte er erstmals in Italiens höchster Spielklasse. In der Partie gegen Chievo Verona wechselte ihn Trainer Alberto Cavasin in der 65. Minute für Fabrizio Zambrella ein. Es blieb Hamšíks einziges Erstligaspiel für die kommenden zwei Jahre. Am Saisonende stieg der Klub als Tabellen-19. in die Serie B ab. Innerhalb von zwei Jahren wurde Hamšík Stammspieler.
Zur Saison 2007/08 wechselte Hamšík zur SSC Neapel, bei der er einen Fünfjahresvertrag unterzeichnete. Am 16. September 2007 erzielte der Mittelfeldspieler seinen ersten Treffer in der Serie-A in der Partie gegen Sampdoria Genua zu 2:0-Endstand. Im gleichen Jahr wurde er hinter Martin Škrtel als zweitbester Fußballer des Jahres der Slowakei geehrt. Außerdem erhielt er die Peter Dubovský Trophy als bester slowakischer Nachwuchsspieler. Mit neun Treffern nach Ablauf der Spielzeit war er bester Torschütze seiner Mannschaft. Dies wurde er auch in den zwei folgenden Spielzeiten.
2008 wurde er zum Nachwuchsspieler des Jahres in Italien gewählt. Damit war er der erste Ausländer seit Einführung dieser Ehrung 1997, der diese Auszeichnung erhielt. 2008 und 2009 erhielt er erneut die Peter Dubovský Trophy, 2009 und 2010 wurde er zum slowakischen Fußballer des Jahres gewählt.
In der Spielzeit 2011/12 spielte Hamšík mit der SSC Neapel zum ersten Mal in der Champions League, aus der man im Achtelfinale gegen den späteren Turniersieger FC Chelsea ausschied. Außerdem gewann Neapel in dieser Spielzeit den italienischen Pokal: Im Finale wurde Juventus Turin besiegt, wobei Hamšík den Treffer zum 2:0-Endstand erzielte.
Hamšík blieb bis in den Winter der Saison 2018/19 in Neapel und avancierte dort zur Vereinslegende: Er ist der Rekordspieler mit den meisten Einsätzen in Pflichtspielen für die SSC Neapel. Einige Zeit war er auch, Diego Maradona übertrumpfend, Rekordtorschütze des Vereins, bevor ihn Dries Mertens noch hinter sich ließ.
Nach gut 12 Jahren Neapel wechselte Hamšík im Februar 2019 zu Dalian Yifang in die Chinese Super League.

### Nationalmannschaft

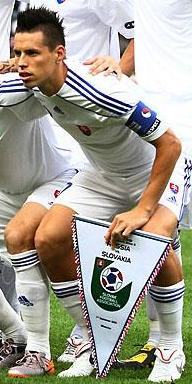
Hamšík als Kapitän der slowakischen Nationalmannschaft (2010)

Hamšík spielte in verschiedenen slowakischen Juniorennationalmannschaften. In der slowakischen A-Nationalmannschaft debütierte er am 7. Februar 2007 im Spiel gegen Polen. Sein erstes Tor für die Nationalmannschaft erzielte er am 13. Oktober 2007 im Qualifikationsspiel für die EM 2008 gegen San Marino (Endstand 7:0). Bei der WM 2010 in Südafrika war er Mannschaftskapitän und erreichte mit der Mannschaft das Achtelfinale.
Bei der Europameisterschaft 2016 in Frankreich wurde er in das Aufgebot der Slowakei aufgenommen. Er stand in allen Spielen in der Stammelf und spielte in allen Partien über die vollen 90 Minuten. Beim 2:1-Erfolg über Russland im zweiten Spiel bereitete er das erste Tor vor und erzielte selbst den zweiten Treffer. Das Team schied im Achtelfinale gegen Deutschland aus.
In der Qualifikation für die WM 2018 wurden die Slowaken Zweiter hinter England, waren als schlechtester Gruppenzweiter aber nicht für die Playoffs der Gruppenzweiten qualifiziert und verpassten damit die WM-Endrunde in Russland. Hamšík kam in allen zehn Qualifikationsspielen zum Einsatz und erzielte zwei Tore.
Am 13. Oktober 2018 löste er Miroslav Karhan mit seinem 108. Länderspiel als Rekordnationalspieler und am 11. Juni 2019 Róbert Vittek mit seinem 23. und 24. Länderspieltor als Rekordtorschütze der Slowakei ab. In der UEFA Nations League 2018/19, bei der er keine Minute verpasste, gelang den Slowaken nur ein Sieg bei drei Niederlagen, so dass sie nur den dritten Platz in der Dreiergruppe mit Tschechien und der Ukraine belegten. In der Qualifikation für die EM 2021 erzielte er in den acht Spielen drei Tore, als Gruppendritte verpassten sie aber die direkte Qualifikation. Da die beiden Gruppengegner aus der Nations League sich direkt für die EM qualifizieren konnten, stand den Slowaken aber noch der Weg über die Playoffs offen, über die sich die Slowakei zur Fußball-Europameisterschaft 2021 qualifizieren konnte. Hamsik wurde für das Turnier in den slowakischen Kader berufen, kam aber mit diesem nicht über die Gruppenphase hinaus.

## Erfolge
SSC Neapel
- Italienischer Pokalsieger: 2011/12, 2013/14
- Italienischer Supercupsieger: 2014
- Italienischer Vizemeister: 2012/13, 2015/16, 2017/18

Trabzonspor
- Türkischer Meister: 2021/22

Persönliche Auszeichnungen
- Nachwuchsspieler des Jahres in der Slowakei: 2007, 2008, 2009
- Nachwuchsspieler des Jahres in Italien: 2008
- Slowakischer Fußballer des Jahres: 2009, 2010, 2013, 2014, 2015, 2016, 2017, 2018
- Team des Jahres der Serie A: 2011, 2016, 2017
- Aufnahme ins Team der Saison der Europa League: 2014/15
- Meiste Torvorlagen der Serie A: 2012/13, 2014/15

## Saisonstatistik
| Verein               | Liga                 | Saison          | Liga   | Liga | Nat. Pokal | Nat. Pokal | Europapokal | Europapokal | Andere | Andere | Gesamt | Gesamt |
| Verein               | Liga                 | Saison          | Spiele | Tore | Spiele     | Tore       | Spiele      | Tore        | Spiele | Tore   | Spiele | Tore   |
| -------------------- | -------------------- | --------------- | ------ | ---- | ---------- | ---------- | ----------- | ----------- | ------ | ------ | ------ | ------ |
| ŠK Slovan Bratislava | Corgoň liga          | 2004/2005       | 6      | 1    | –          | –          | –           | –           | –      | –      | 6      | 1      |
| Gesamt               | Gesamt               | Gesamt          | 6      | 1    | –          | –          | –           | –           | –      | –      | 6      | 1      |
| Brescia Calcio       | Serie A              | 2004/05         | 1      | 0    | –          | –          | –           | –           | –      | –      | 1      | 0      |
| Brescia Calcio       | Serie B              | 2005/06         | 24     | 0    | 4          | 1          | –           | –           | –      | –      | 28     | 1      |
| Brescia Calcio       | Serie B              | 2006/07         | 40     | 10   | 5          | 1          | –           | –           | –      | –      | 45     | 11     |
| Gesamt               | Gesamt               | Gesamt          | 65     | 10   | 9          | 2          | –           | –           | –      | –      | 74     | 12     |
| SSC Neapel           | Serie A              | 2007/08         | 37     | 9    | 3          | 1          | –           | –           | –      | –      | 40     | 10     |
| SSC Neapel           | Serie A              | 2008/09         | 32     | 9    | 2          | 1          | 6           | 2           | –      | –      | 40     | 12     |
| SSC Neapel           | Serie A              | 2009/10         | 37     | 12   | 2          | 0          | –           | –           | –      | –      | 39     | 12     |
| SSC Neapel           | Serie A              | 2010/11         | 37     | 11   | 2          | 0          | 10          | 2           | –      | –      | 49     | 13     |
| SSC Neapel           | Serie A              | 2011/12         | 37     | 9    | 5          | 1          | 8           | 2           | –      | –      | 50     | 12     |
| SSC Neapel           | Serie A              | 2012/13         | 38     | 11   | 1          | 0          | 4           | 0           | 1      | 0      | 44     | 11     |
| SSC Neapel           | Serie A              | 2013/14         | 28     | 7    | 5          | 0          | 8           | 0           | –      | –      | 41     | 7      |
| SSC Neapel           | Serie A              | 2014/15         | 35     | 7    | 4          | 1          | 14          | 5           | 1      | 0      | 54     | 13     |
| SSC Neapel           | Serie A              | 2015/16         | 38     | 6    | 2          | 0          | 6           | 2           | –      | –      | 46     | 8      |
| SSC Neapel           | Serie A              | 2016/17         | 38     | 12   | 3          | 1          | 8           | 2           | –      | –      | 49     | 15     |
| SSC Neapel           | Serie A              | 2017/18         | 38     | 7    | 1          | 0          | 10          | 0           | –      | –      | 49     | 7      |
| SSC Neapel           | Serie A              | 2018/19         | 13     | 0    | 0          | 0          | 6           | 1           | –      | –      | 19     | 1      |
| Gesamt               | Gesamt               | Gesamt          | 408    | 100  | 30         | 5          | 80          | 16          | 2      | 0      | 520    | 121    |
| Dalian Yifang        | Chinese Super League | 2019            | 28     | 2    | 3          | 1          | –           | –           | –      | –      | 31     | 3      |
| Dalian Yifang        | Chinese Super League | 2020            | 14     | 2    | -          | -          | –           | –           | –      | –      | 14     | 2      |
| Gesamt               | Gesamt               | Gesamt          | 28     | 2    | 1          | 1          | –           | –           | –      | –      | 45     | 5      |
| IFK Göteborg         | Allsvenskan          | 2021            | 6      | 1    | -          | -          | –           | –           | –      | –      | 6      | 1      |
| Gesamt               | Gesamt               | Gesamt          | 6      | 1    | -          | -          | –           | –           | –      | –      | 6      | 1      |
| Karriere Gesamt      | Karriere Gesamt      | Karriere Gesamt | 527    | 116  | 42         | 8          | 80          | 16          | 2      | 0      | 651    | 140    |

Stand: Saisonende 2021